# Farafra

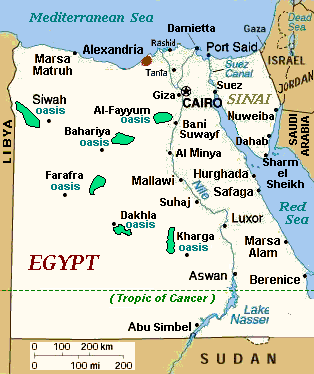
Localizzazione dell'Oasi di Farāfra

Farāfra (in arabo الفرافرة‎?, al-Farāfra) è la più piccola oasi del Deserto occidentale in Egitto.
Si trova nel mezzo del deserto, a circa metà strada tra le oasi di Dakhla e Bahariya. Farāfra ha 5 000 abitanti (2002), concentrati nell'unico paese (Qaṣr Farāfra). La maggior parte degli abitanti sono beduini. Vicino a Farāfra si trovano le sorgenti calde di Biʾr Sitta e il lago di al-Mufīd.
La principale attrazione di Farāfra è il cosiddetto  Deserto bianco (al-Ṣaḥrāʾ al-Bayḍāʾ) che si trova a 45 km a nord di Farāfra. Il colore bianco crema è legato a formazioni rocciose di gesso che sono state create in seguito a tempeste di sabbia.

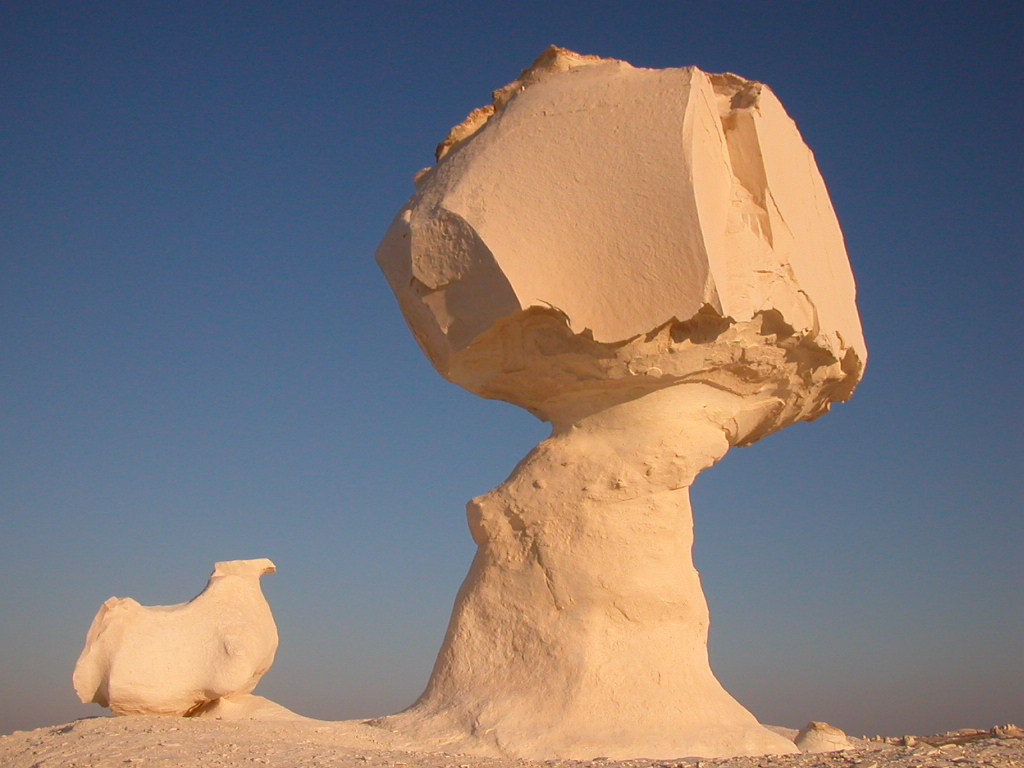
Formazioni calcaree nel Deserto bianco